# Personanalyse
En personanalyse – også kaldet persontest – måler en række personlighedstræk, hvor intelligensmålinger (IQ-tests, Intelligenstest) sjældent er med, da disse har deres egne tests. 
Personanalyser anvendes inden for mange områder: i forskningen, i psykiatrien, i militæret, i rekrutteringsfasen, til personlig udvikling, til teambuilding og meget mere. Formålet er, at få et forholdsvis standardiseret værktøj til bestemmelse af specifikke personlighedstræk på kortest mulig tid. Selve analysen kan være udformet på utallige måder og kvaliteterne er meget svingende.